# Ґрабово (гміна Ґоворово)
Ґрабово (пол. Grabowo) — село в Польщі, у гміні Ґоворово Остроленцького повіту Мазовецького воєводства.
У 1975—1998 роках село належало до Остроленцького воєводства.